# Marcell Jansen
Marcell Jansen (født 4. november 1985 i Mönchengladbach, Vesttyskland) er en tysk tidligere fodboldspiller, der spillede hele sin karriere i Bundesliga, hvor han repræsenterede henholdsvis Hamburger SV, Borussia Mönchengladbach og Bayern München.

## Landshold
Jansen spillede desuden 45 kampe og scorede tre mål for Tysklands fodboldlandshold, som han blandt andet repræsenterede ved VM i 2006, EM i 2008 og VM i 2010. Han spillede sin første landskamp i en alder af bare 19 år, den 3. september 2005 i en kamp mod Slovakiet.